# ゲイル・キム
ゲイル・キム（Gail Kim、1977年2月20日 - ）は、カナダの元女性プロレスラー。オンタリオ州トロント出身の韓国系カナダ人。身長165cm  体重57kg。米国TNAの女性部門の中心選手として長く活動し、初代を含む7度、計711日のTNAノックアウト王者であり、2025年5月現在戴冠数及び在位日数ともに同王座史上最多記録を保持している。
大学卒業後、2000年に北米のインディ団体でレスラーとしての活動を始めると、2002年にWWEと契約。デビュー戦でWWE女子王座を獲得する。2004年にWWEからリリースされると翌2005年9月にTNAと契約。アメリカズ・モースト・ウォンテッドのマネージャー役を務める。同ユニット解散後はシングルに転向し、2007年10月に初代TNAノックアウト王者となる。TNA時代は特にオーサム・コングとの抗争の評価が高く、一般的に2000年代の米国女子プロレス最高の抗争の一つといわれる。
2008年8月にTNAを退団後、WWEと再契約し2011年まで所属するが、再びTNAに復帰。選手引退後のプロデューサー業を務めるなど、2025年までTNAに所属した。
2012年にはプロレスリング・イラストレーテッド誌のFemale 50で1位、2008年と2014年には3位に選出されている。2016年にはTNA殿堂入りを果たした初の女性となった。

## 来歴
2000年にプロレスデビューを果たした。当初は覆面レスラーとして、ラ・フェリナというリングネームで活動を開始。その後素顔で活動をし、2002年10月にWWEと契約。リングネームを本名に戻し、OVWにてトレーニングを続け、2002年末頃からTV放送の無いハウス・ショーに出場し始める。
2003年6月にRAWにデビューする。デビュー戦の女子王座を賭けた7人のディーヴァによるバトルロイヤルで勝利し、女子王者となった。その1か月後、モーリー・ホーリーに敗れ、王座を失う。11月に右の鎖骨を折り、戦線離脱。2004年4月に番組復帰し、トリッシュ・ストラタスなどと抗争を繰り広げるが11月にWWEから解雇される。その後、韓国、メキシコの各団体を転戦した。
2005年9月6日にTNAと契約。アメリカズ・モスト・ウォンテッドのマネージャー役で登場した。その後もTNAで活動を続けるが、2008年8月に契約を更新せずに退団。
その後WWEと再び契約し、2009年3月のSmackDown!のミシェル・マクール対マリース戦に乱入し2人を倒す形でWWEに再登場した。以降ミシェル・マクールなどと抗争を開始し、6月のトレードでRAWへ移籍。
ディーヴァとして扱いが粗雑となってきたWWEにおいて出番はあるものの短時間での決着やジョバーになっていることに不満が募り2011年に退団の申し出をするもゲイルのネームバリューを手放したくないWWEに解雇通告を渋られ8月にようやくリリースとなった。10月よりTNAへ復帰。復帰早々好待遇で迎え入れられTNA女子ノックアウト王座とTNAノックアウト・タッグチーム王座の二冠を獲得している。
2016年にTNA殿堂入り。2017年11月5日、7度目の女子ノックアウト王座を獲得するも、翌日に引退を発表、王座も返上した。現在はインパクトレスリングのエージェントの一人となっている。

## 得意技
- イート・ディフィート

フィニッシュムーブ。足を相手の顔面に押し当てたまま、腕を取って後ろへ倒れこみ蹴りつける。
- クリスト
- ハリケーンラナ
- フジワラ・アームバー
- ボディスプラッシュ

## 獲得タイトル
WWE
- WWE・女子王座 ： 1回

TNA
- TNA女子ノックアウト王座 ： 7回

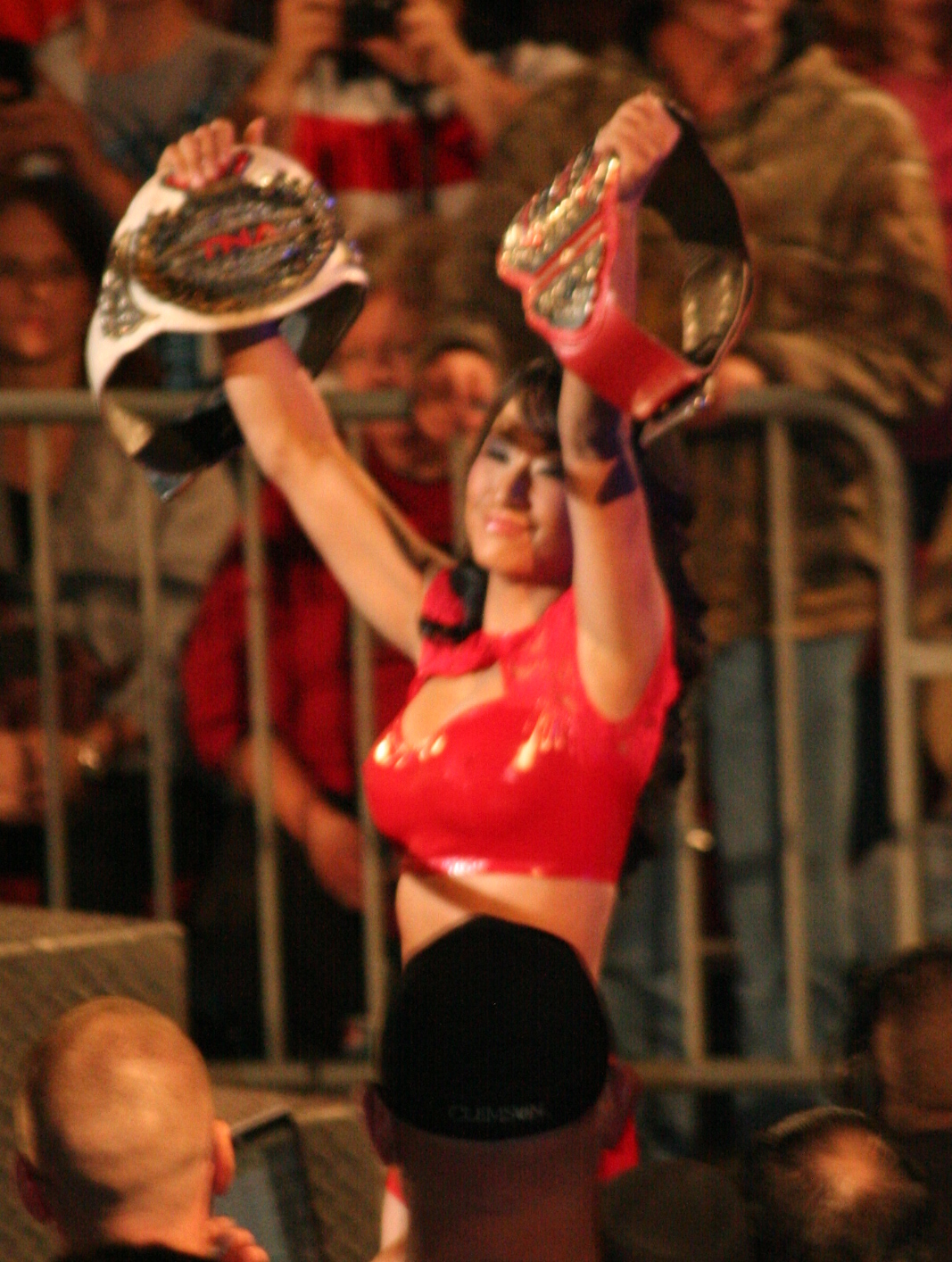
TNA女子ノックアウト王座&TNAノックアウト・タッグチーム王座(2冠王者時代)

- TNAノックアウト・タッグチーム王座 ： 1回

w / マディソン・レイン
- TNA殿堂（2016年）

## その他
- 2002年から2004年のWWE所属時代にはギミック上韓国出身としていた。
- プライベートでは、元WWE所属のプロレスラーであるダグ・バシャムと2005年に婚約したといわれる。
- 2005年3月に、韓国の携帯電話会社のPRポスターでトップレス姿を披露し、韓国で一躍トップスターになった。
- 日本には2009年7月のWWE、SmackDown!公演（日本武道館大会）にて初来日。TNA所属としては2014年3月のWRESTLE-1で来日。
- 2006年の新韓国プロレス参戦時にタッグマッチながら尾崎魔弓と対戦している。